# Sèvres
Sèvres is een gemeente in het Franse departement Hauts-de-Seine (regio Île-de-France) en telt 22.534 inwoners (1999). De plaats maakt deel uit van het arrondissement Boulogne-Billancourt.
Sèvres ligt tien kilometer ten westen van het centrum van Parijs en  behoort tot de rijkere voorsteden van de Franse hoofdstad. 
De stad is vooral beroemd voor de porseleinfabriek, de Manufacture nationale de Sèvres, die daar sinds 1756 gevestigd is, en nog steeds porselein produceert. Het porselein van Sèvres heeft wereldfaam.
In 1920 werd in een zaal van de porseleinfabriek het Verdrag van Sèvres getekend dat een einde moest maken aan de oorlog tussen de geallieerden uit de Eerste Wereldoorlog en het Ottomaanse Rijk.  Het verdrag werd echter nooit van kracht. 
In 1956 werden er de geheime Protocollen van Sèvres getekend tussen Israël, het Verenigd Koninkrijk en Frankrijk, in reactie op de nationalisatie van het Suezkanaal door de Egyptische president Nasser.
Het Internationaal Bureau voor Maten en Gewichten heeft als postadres Sèvres, hoewel het gebouw waar het gevestigd is, eigenlijk ligt in de naburige gemeente Saint-Cloud.

## Geografie
De oppervlakte van Sèvres bedraagt 3,9 km², de bevolkingsdichtheid is 5777,9 inwoners per km².
De onderstaande kaart toont de ligging van Sèvres met de belangrijkste infrastructuur en aangrenzende gemeenten.

## Demografie
Onderstaande figuur toont het verloop van het inwonertal (bron: INSEE-tellingen).

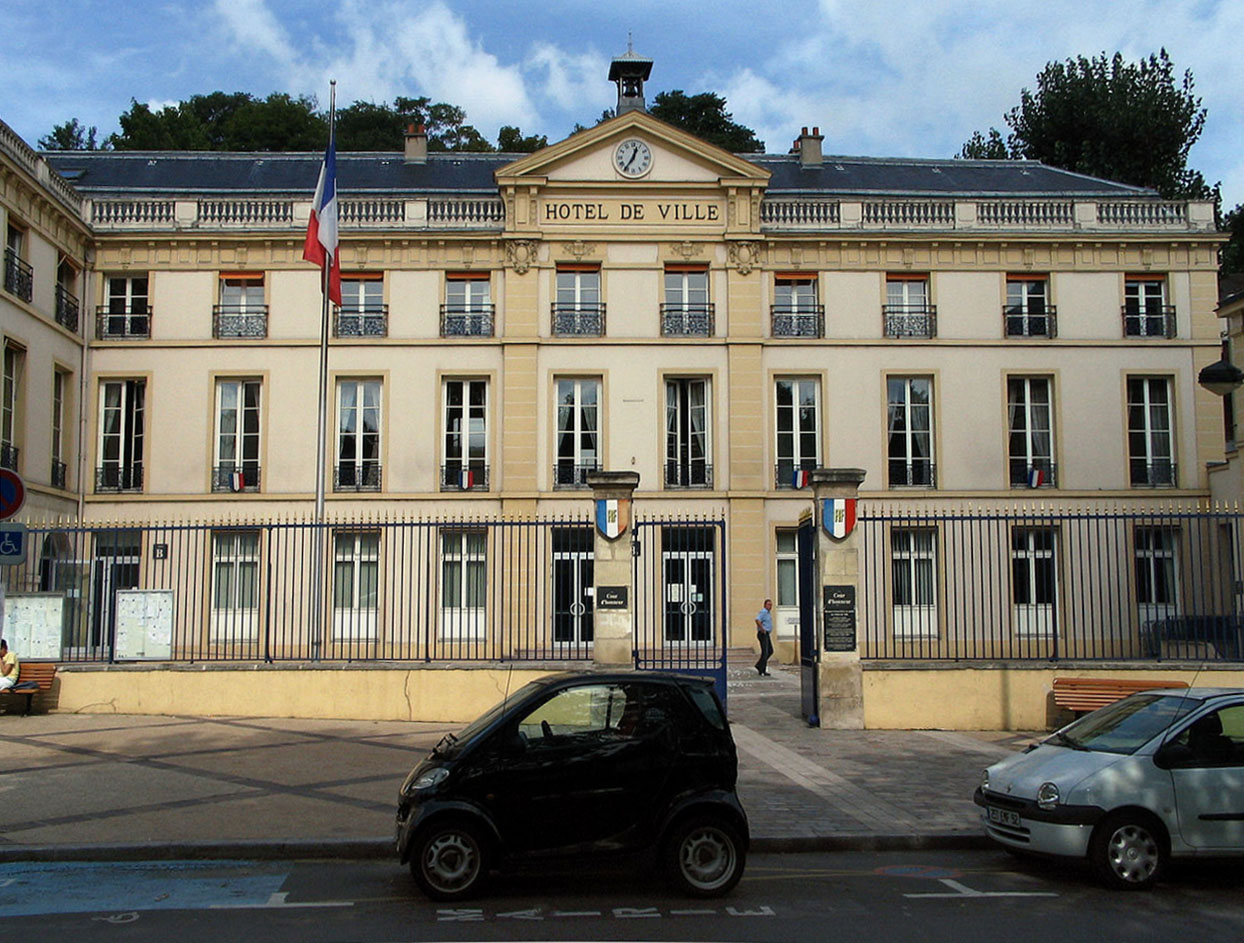
Stadhuis van Sèvres

## Geboren
- Constant Troyon (1810-1865), kunstschilder
- Philippe Berthelot (1866-1934), diplomaat
- Léon Brillouin (1889 - 1969), natuurkundige
- David Bellion (1982), voetballer
- Karim Ziani (1982), voetballer
- Demba Ba (1985), voetballer
- Issiar Dia (1989), voetballer
- Loïc Badé (2000), voetballer

## Overleden
- Rémi Joseph Isidore Exelmans (1775-1852), generaal, maarschalk van Frankrijk
- Léon Gambetta (1838-1882), staatsman
- Charles Baugniet (1814-1886), Belgisch kunstschilder en graficus
- Félix Bracquemond (1833-1914), schilder, etser, graveur, keramist en houtsnijder
- Louis Blankenberg (1852-1927), Nederlandse directeur van een verzekeringsmaatschappij, filantroop en armoedebestrijder
- Charles-Édouard Guillaume (1861-1938), Zwitserse natuurkundige
- Eugénie Cotton (1881-1967), natuurkundige en internationaal strijdster voor vrouwenrechten
- Raymond Triboulet (1906-2006), Frans politicus en verzetsstrijder